# سينجا (جمعية)

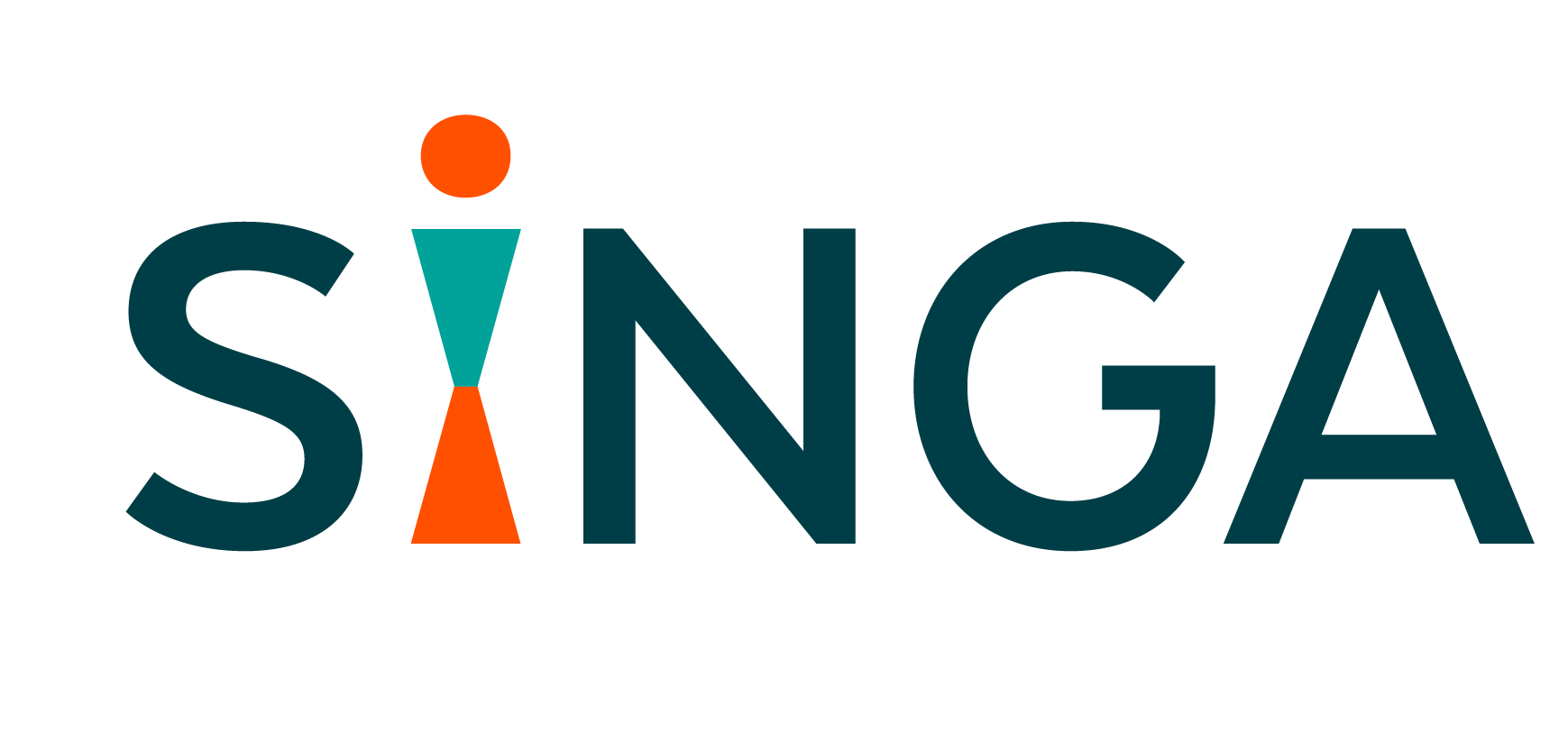

سينجا (كلمة تعني الخيط باللانغالا) هي حركة مواطنة دولية تهدف إلى إنشاء روابط بين اللاجئين والمجتمع المضيف من خلال إنشاء وتوزيع الأدوات للجميع. من خلال ريادة الأعمال، والعالم الرقمي، والاجتماع، يولد أفراد المجتمع تأثيرًا محليًا واجتماعيًا واقتصاديًا وثقافيًا لصالح بناء المجتمع المشترك.
شهدت الجمعية، التي تتواجد في 10 دول و 20 مدينة، تطوراً سريعًا لمدة عامين وتبدي الحماس لحركة المواطنين التي تفضل استقبال اللاجئين.

## أعمالها
تهدف الجمعية إلى دعم إدراج القادمين الجدد من خلال توفير حلول مبتكرة وتعزيز التبادلات والتعاون مع المجتمع المضيف. تريد الحركة إعادة التفكير في النقاش العام حول اللجوء واللاجئين من خلال تقييم الأفراد وإشراك المواطنين والتعامل مع القضية من منظور جديد. فهي تعزز مفهوم «العيش معًا» من خلال تشجيع الإثراء الثقافي وتحفيز تطوير أنشطة جديدة على الإقليم. تساعد هذه الأنشطة في مكافحة الاستبعاد والفقر والعنصرية وكراهية الأجانب، وإنشاء دليل عام أكثر مساءلة واستنارة حول اللجوء والهجرة.
تنظم سينجا فعاليات اجتماعية ثقافية ولديها شركاء مختلفون كهيئات ثقافية وفي جمعيات الطلاب في باريس م المعهد الحر لدراسة العلاقات الدولية وجامعة باريس دوفين وباريس ساكلاي. على مستوى آخر، توفر الجمعية المراقبة وقياس التأثير و «البحث الإجرائي».
في فبراير 2015، اشتركت الجمعية في تنظيم سلسلة من الاختراقات حول موضوع اللجوء تحت اسم لاجؤون مترابطون. تم دعم بعض هذه الاختراقات من قبل مفوضية الأمم المتحدة السامي لشؤون اللاجئين وومؤسسة بيت العلوم الإنسانية.